# Kreis Sagan
| Kreis Sagan                   | Kreis Sagan                                                                                       |
| ----------------------------- | ------------------------------------------------------------------------------------------------- |
| Zugehörigkeit                 | Herzogtum Schlesien (1742–1815) Provinz Schlesien (1815–1919) Provinz Niederschlesien (1919–1932) |
| Kreisstadt                    | Sagan                                                                                             |
| Fläche                        | 1.112 km² (1910)                                                                                  |
| Einwohner                     | 64.420 (1925)                                                                                     |
| Bevölkerungsdichte            | 58 Einwohner/km² (1925)                                                                           |
|                               |                                                                                                   |
| Lage des Kreises Sagan (1905) |                                                                                                   |

Der Kreis Sagan war von 1742 bis 1932 ein preußischer Landkreis in Schlesien. Das Landratsamt war in der Stadt Sagan. 1925 hatte der Kreis auf einer Fläche von 1.112 km² 64.420 Einwohner. Das ehemalige Kreisgebiet liegt heute fast vollständig in der polnischen Woiwodschaft Lebus. Das kleine links der Lausitzer Neiße gelegene Gebietsstück des ehemaligen Kreises rund um die Ortschaft Pechern gehört heute zum Landkreis Görlitz in Sachsen.

## Geschichte

### Königreich Preußen
Nach der Eroberung des größten Teils von Schlesien durch Preußen im Jahre 1741 wurden durch die königliche Kabinettsorder vom 25. November 1741 in Niederschlesien die preußischen Verwaltungsstrukturen eingeführt. Dazu gehörte die Einrichtung zweier Kriegs- und Domänenkammern in Breslau und Glogau sowie deren Gliederung in Kreise und die Einsetzung von Landräten zum 1. Januar 1742. Auf dem Gebiet des Fürstentums Sagan wurde in Nachfolge des alten Weichbilds Sagan der Kreis Sagan eingerichtet und als dessen erster Landrat Johann Albrecht von Seelstrang eingesetzt. Der Kreis unterstand der Kriegs- und Domänenkammer Glogau, aus der im Zuge der Stein-Hardenbergischen Reformen 1815 der Regierungsbezirk Liegnitz der Provinz Schlesien hervorging.
Bei der Kreisreform vom 1. Januar 1820 im Regierungsbezirk Liegnitz gab der Kreis Sagan die Orte Girbigsdorf, Kunzendorf, Reußenfeldau, Rückersdorf und Wittgendorf an den Kreis Sprottau ab.

### Deutsches Reich
Seit dem 1. Juli 1867 gehörte der Kreis als Teil von Preußen zum Norddeutschen Bund und ab dem 1. Januar 1871 zum Deutschen Reich.

### Freistaat Preußen
Am 8. November 1919 wurde die Provinz Schlesien aufgelöst. Aus den Regierungsbezirken Breslau und Liegnitz wurde die neue Provinz Niederschlesien gebildet. 
Am 30. September 1928 fand im Kreis Sagan wie im übrigen Freistaat Preußen eine Gebietsreform statt, bei der alle  Gutsbezirke aufgelöst und benachbarten Landgemeinden zugeteilt wurden. Zum gleichen Zeitpunkt trat der Forstgutsbezirk Neudorf b. Pechern vom Kreis Sagan zum Kreis Rothenburg (Ob. Laus.).
Zum 1. Oktober 1932 wurde der Kreis Sagan aufgelöst:
- Die Stadt Naumburg a. Bober sowie die Landgemeinden Alt Kleppen, Groß Dobritsch, Groß Reichenau, Klein Dobritsch, Kosel, Kottwitz, Kunzendorf, Neu Kleppen, Neuwaldau, Paganz, Peterswaldau, Popowitz, Poydritz, Reichenbach, Schöneich, Theuern, Tschirkau und Zedelsdorf kamen zum Kreis Grünberg.
- Die Stadt Priebus und die Landgemeinden Alt Tschöpeln, Bogendorf, Dubrau, Gräfenhain, Groß Petersdorf, Hermsdorf b. Priebus, Jamnitz-Pattag, Jenkendorf, Kochsdorf, Mellendorf, Merzdorf b. Priebus, Mühlbach, Neu Tschöpeln, Pechern, Quolsdorf b. Tschöpeln, Raußen, Reichenau b. Priebus, Ruppendorf, Tschöpeln, Wällisch, Wendisch Musta, Zessendorf und Ziebern kamen zum Kreis Rothenburg i. Ob. Laus.
- Die Stadt Sagan und alle übrigen Gemeinden kamen zum Kreis Sprottau.[11]

## Einwohnerentwicklung
| Jahr | Einwohner | Quelle |
| ---- | --------- | ------ |
| 1795 | 30.448    | [ 12 ] |
| 1819 | 33.939    | [ 13 ] |
| 1846 | 49.107    | [ 14 ] |
| 1871 | 54.814    | [ 15 ] |
| 1885 | 56.536    | [ 16 ] |
| 1900 | 55.525    | [ 1 ]  |
| 1910 | 59.605    | [ 1 ]  |
| 1925 | 64.420    | [ 2 ]  |

## Landräte
1742–174500Johann Albrecht von Seelstrang
1745–176100Joachim Ernst von Zech
1761–176600Hans Friedrich von Haugwitz
1766–178200Maximilian Wilhelm von Seidl
1783–179100Carl Heinrich Adolf von Rabenau
1791–181200Anton August von Rhaden
1812–181400Leopold Wilhelm von Dobschütz (kommissarisch)
1814–181600von Thein (kommissarisch)
1816–181800von Goldammer (kommissarisch)
1818–184500von Skal
1847–186300Fabian zu Dohna-Schlodien
1863–186800Otto Rudolf Vitzthum von Eckstädt
1868–187400Octavio von Zedlitz-Neukirch
1874–189400Karl Richard Heinrich Strutz
1894–190300Johannes von Neefe und Obischau
1903–191800Horst Arthur von Wolff
1918–191900Paul Ikier
1919–192100Walter Firnhaber
1921–193200Oskar von Bezold

## Gemeinden
Im Jahr 1910 gab es im Kreis Sagan drei Städte und 112 Landgemeinden:
| - Ablaßbrunn - Alt Kleppen - Altkirch - Bergisdorf - Birkenlache - Bogendorf - Brennstadt - Burau - Charlottenthal - Deutsch Machen - Diebau - Dittersbach - Dober-Pause - Dubrau - Eckersdorf - Eichdorf - Eisenberg - Fischendorf - Freiwaldau - Gladisgorpe - Gräfenhain - Gräflich Zeisau - Greisitz - Groß Dobritsch - Groß Petersdorf - Groß Selten - Halbau - Hansdorf - Heiligensee | - Hermsdorf bei Priebus - Hermsdorf bei Sagan - Hertwigswaldau - Herzoglich Zeisau - Hirschfeldau - Jamnitz-Pattag - Jenkendorf - Kalkreuth - Klein Dobritsch - Klein Kothau - Klein Selten - Klix - Kochsdorf - Kosel - Kottwitz - Kunau - Kunzendorf - Küpper - Leuthen - Liebsen - Lipschau-Dohms - Loos - Mednitz - Mellendorf - Merzdorf bei Priebus - Merzdorf bei Sagan - Mühlbach - Naumburg am Bober, Stadt - Neu Kleppen | - Neudorf an der Tschirne - Neuhammer - Neuhaus - Neuwaldau - Nieder Briesnitz - Nieder Buchwald - Nieder Gorpe - Nieder Hartmannsdorf - Nikolschmiede - Nimbsch - Ober Briesnitz - Ober Buchwald - Ober Gorpe - Ober Hartmannsdorf - Paganz - Pechern - Petersdorf bei Sagan - Peterswaldau - Polnisch Machen - Popowitz - Poydritz - Priebus, Stadt - Puschkau - Qumälisch - Quolsdorf bei Mellendorf - Quolsdorf bei Tschöpeln - Rädel - Raußen - Reichenau bei Priebus | - Reichenbach - Rengersdorf - Ruppendorf - Saatz - Sagan, Stadt - Schlesisch Halbau - Schlesisch Nikolschmiede - Schönbrunn - Schöneich - Schönthal - Sichdichfür - Silber - Städtisch Halbau - Theuern - Tschiebsdorf - Tschirkau - Tschirndorf - Tschöpeln - Wachsdorf - Wällisch - Wendisch Musta - Wiesau - Wolfsdorf - Zedelsdorf - Zehrbeutel - Zeipau - Zessendorf - Ziebern |

Daneben existierten bis 1928 noch zahlreiche Gutsbezirke.